# بوروولیانکا
بوروولیانکا (به لاتین: Borovlyanka) یک منطقهٔ مسکونی در روسیه است که در سرزمین آلتای واقع شده‌است.